# Gittes monologer - Per Højholt
Gittes monologer - Per Højholt er en dansk dokumentarfilm fra 1984, der er instrueret af Ebbe Preisler efter manuskript af Per Højholt.

## Handling
Digteren Per Højholt optræder i dette program med sine Gitte-monologer for sidste gang. Det sker i en restaurant i København i 1984. Historiernes hovedpersoner er 23-årige Gitte og hendes mand, Preben. Per Højholt introducerer monologerne og får her formuleret nogle vigtige og vittige tanker om sit forfatterskab - og alt muligt andet.